# 加斯东·普朗忒
雷蒙-路易·加斯东·普朗忒（法語：Raymond-Louis Gaston Planté，1834年4月22日—1889年5月21日），常译作普兰特、普朗特或普朗泰。他是法国的物理学家，曾于1859年发明了铅酸蓄电池，最终成为率先推出的商用化可充电蓄电池。
1834年4月22日，普朗忒于出生于法国比利牛斯-大西洋省的奥尔泰兹。曾就读于私立小学和查理曼中学，16岁获得文学学士学位，19岁获得理学学士学位，后进入巴黎著名的索邦大学。1854年开始在巴黎国立工艺美术学院任物理学助教，1855年获得理学硕士学位，1860年被升任为以普及教育为主的理工学院物理学教授，现该学院的一座露天剧场就是以他的名字命名的。 
1855年，他在巴黎近郊发现了首具史前不飞鸟的化石-加斯顿鸟（以他的名字命名），这一巨大的动物与北美洲著名的营穴鸟关系极近。但在当时，普朗忒的学术生涯才刚刚开始，仅仅只是亚历山大·爱德蒙·贝克勒尔（诺贝尔奖获主亨利·贝克勒尔的父亲）的一名助教。因此，尽管早期的发现在1855年造成了相当大的轰动，但很快就被普朗忒随后的发明所淹没。

## 铅酸电池
1859年，他发明了铅酸蓄电池，这是首种实用型的可充电电池。早期的模型是两片被亚麻织物隔开的纯铅，浸渍在装有硫酸溶液的玻璃瓶中。次年，他向法国科学院提交了一台九单元的铅酸蓄电池。1881年，卡米尔·阿方斯·福雷在此基础上开发出了一种更可靠有效的蓄电池，在早期的电动汽车中取得了巨大成功。
后来普朗忒继续研究电的应用，如电镀或制造臭氧。他还研究静电和电流(电池中的)的差异。1877年，他用多单体电池及电容器组制作了一台他称之为"可变电阻器"的装置，使用一组云母电容器和一系列的转接器和接点，对电容进行交替并联充电，串联放电。这种排列布置可产生电容器级数倍数的高电压。通过快速旋动转轴，可迅速产生一系列高达数厘米长的高压火花，这一装置成为现代马克思发电机的前身。利用该装置，普朗忒曾探索过电击穿现象、利希滕贝格图样的形成以及强电流脉冲下细导线产生的症状。 
1889年5月21日，他在巴黎附近的默东贝尔维尤区去世，享年55岁，死后他被安葬在拉雪兹神父公墓(第73区)。
1989年保加利亚科学院设立了加斯东·普朗忒勋章，数年一次授予那些对铅酸蓄电池技术发展作出重要贡献的科学家；2001年，在他位于奥尔泰兹的旧宅前竖立了加斯东·普朗忒铜像；此外，勒芒、格拉贝勒以及沙特尔都有一条以他的名字命名的街道。
月球上的普兰特陨石坑就是以他的名字命名的。

## 备注
1. ↑  Prévost (1855)
2. ↑  Dell et al. (2001)